# Sokołów (Goszczanów)
Pour les articles homonymes, voir Sokołów.
Sokołów est une localité polonaise de la gmina de Goszczanów, située dans le powiat de Sieradz en voïvodie de Łódź.